# When I'm Sixty-Four
When I'm Sixty-Four è una canzone dei Beatles, scritta da Paul McCartney (ma accreditata anche a John Lennon) e pubblicata nel 1967 sull'album Sgt. Pepper's Lonely Hearts Club Band.

## Descrizione

### Origine e significato
È cantata da un giovane uomo alla sua amante, e parla dei piani di lui di invecchiare insieme a lei. Sebbene il tema riguardi appunto l'invecchiamento, questa è una delle prime canzoni scritte da McCartney quando aveva appena 16 anni.
Il tono della canzone si rifà alle atmosfere da music-hall della musica popolare inglese d'anteguerra, sulla falsariga di quelle di George Formby e alle "cartoline dalla spiaggia" di Donald McGill, ma in realtà è una delle prime composizioni di McCartney e veniva già suonata sul palco dal gruppo, ai tempi in cui si esibivano nei club, come riempitivo quando il sistema di amplificazione si guastava. L'autore la rispolverò in occasione del sessantaquattresimo compleanno di suo padre, Jim McCartney, il 2 luglio 1966 e fu quindi inserita nelle sedute di registrazione di Sergeant Pepper.
George Martin, storico produttore dei Beatles, fornisce una curiosa interpretazione della canzone. Nel suo libro di memorie sulla lavorazione dell'album Sgt. Pepper's, intitolato Summer of love - The making of Sgt. Pepper, Martin definisce il brano: «un film dell'orrore, la visione personale di Paul dell'inferno». Con queste parole Martin, intendeva riferirsi alla paura d'invecchiare dell'allora giovane Beatle, esorcizzata sotto forma di canzone garbatamente ironica.

### Registrazione
Il brano venne inciso il 6 dicembre 1966, nel corso di una delle prime sessioni in studio per l'ancora senza nome nuovo album del gruppo che sarebbe poi diventato Sgt. Pepper's Lonely Hearts Club Band. Nella canzone sono presenti molteplici sovraincisioni, inclusi la parte vocale solista di McCartney (8 dicembre) e i cori in sottofondo da parte di McCartney, Lennon, e George Harrison (20 dicembre). La parte di clarinetto venne registrata il 21 dicembre.
Nello studio di registrazione, l'esecuzione vocale di McCartney fu intenzionalmente trasposta di mezzo tono per far sembrare più giovane la voce del cantante, e dare un aspetto maggiormente adolescenziale alla performance canora.

## Formazione
- Paul McCartney - voce, piano, basso;
- John Lennon - cori, chitarra;
- George Harrison - cori;
- Ringo Starr - batteria, campane;
- Robert Burns, Henry MacKenzie, Frank Reidy -  due clarinetti e clarinetto basso.

## Cover
- John Denver registrò una versione del brano sul suo album del 1969 Rhymes and Reasons.
- Nel 1976, Keith Moon ne registrò una versione per il documentario musicale All This and World War II.
- Nel film del 1978, Sgt. Pepper's Lonely Hearts Club Band, Frankie Howerd e Sandy Farina cantano la canzone.
- Il brano figurava in uno spot delle assicurazioni Allstate, cantato da Julian Lennon.
- È stata usata come theme song per il film Il mondo secondo Garp
- Durante gli anni ottanta, una versione strumentale del brano era la sigla del programma inglese della BBC Points of View.
- Mina registrò una versione del brano sul suo album del 1993 Mina canta i Beatles.
- Nicola Arigliano eseguì una sua personale versione del pezzo di Lennon-McCartney.
- Per il 40º anniversario della canzone, Russell Brand reinterpretò il brano insieme al compositore, vincitore di un Oscar, David Arnold.
- Cherie Blair cantò la canzone in TV dedicandola al marito e Primo Ministro inglese Tony Blair.
- Nel 2004 il chitarrista classico e compositore Branimir Krstic  eseguì la canzone nella prima rilettura completamente orchestrale di Sgt. Pepper.
- Nel 2005, il brano fu reinterpretato da Arjen Anthony Lucassen sul singolo Ayreon Come Back to Me.
- Nel 2005 Jonathan Coulton registrò When I'm 25 or 64, un mix tra When I'm Sixty-Four e 25 or 6 to 4 dei Chicago.
- Les Fradkin ne ha registrata una cover strumentale sul suo disco del 2007 Pepper Front to Back.
- Nel 2011, Sir Elton John, nel corso di un concerto, ne ha suonato al pianoforte una cover strumentale per celebrare i propri 64 anni (compiuti proprio quel giorno).

## Curiosità
- I figli di Paul McCartney registrarono una versione speciale di When I'm Sixty-Four agli Abbey Road Studios come sorpresa regalo in occasione del sessantaquattresimo compleanno di McCartney nel giugno 2006, e la suonarono durante la sua festa di compleanno. Per l'occasione modificarono il testo della canzone facendosi aiutare da Giles Martin. All'epoca, per una sfortunata coincidenza, McCartney si era appena separato dalla seconda moglie, Heather Mills; e in seguito i due divorziarono.[5][6]
- Nel film comico del 2007 Walk Hard - La storia di Dewey Cox, McCartney (interpretato da Jack Black) e Lennon (interpretato da Paul Rudd) stanno litigando, e Lennon sbotta: «Mi chiedo se le tue canzoni saranno ancora merda quando avrò 64 anni!»